# Zygophylax brevitheca
Zygophylax brevitheca is een hydroïdpoliep uit de familie Lafoeidae. De poliep komt uit het geslacht Zygophylax. Zygophylax brevitheca werd in 1919 voor het eerst wetenschappelijk beschreven door Jäderholm. 